# Dorfkirche Hammerstedt

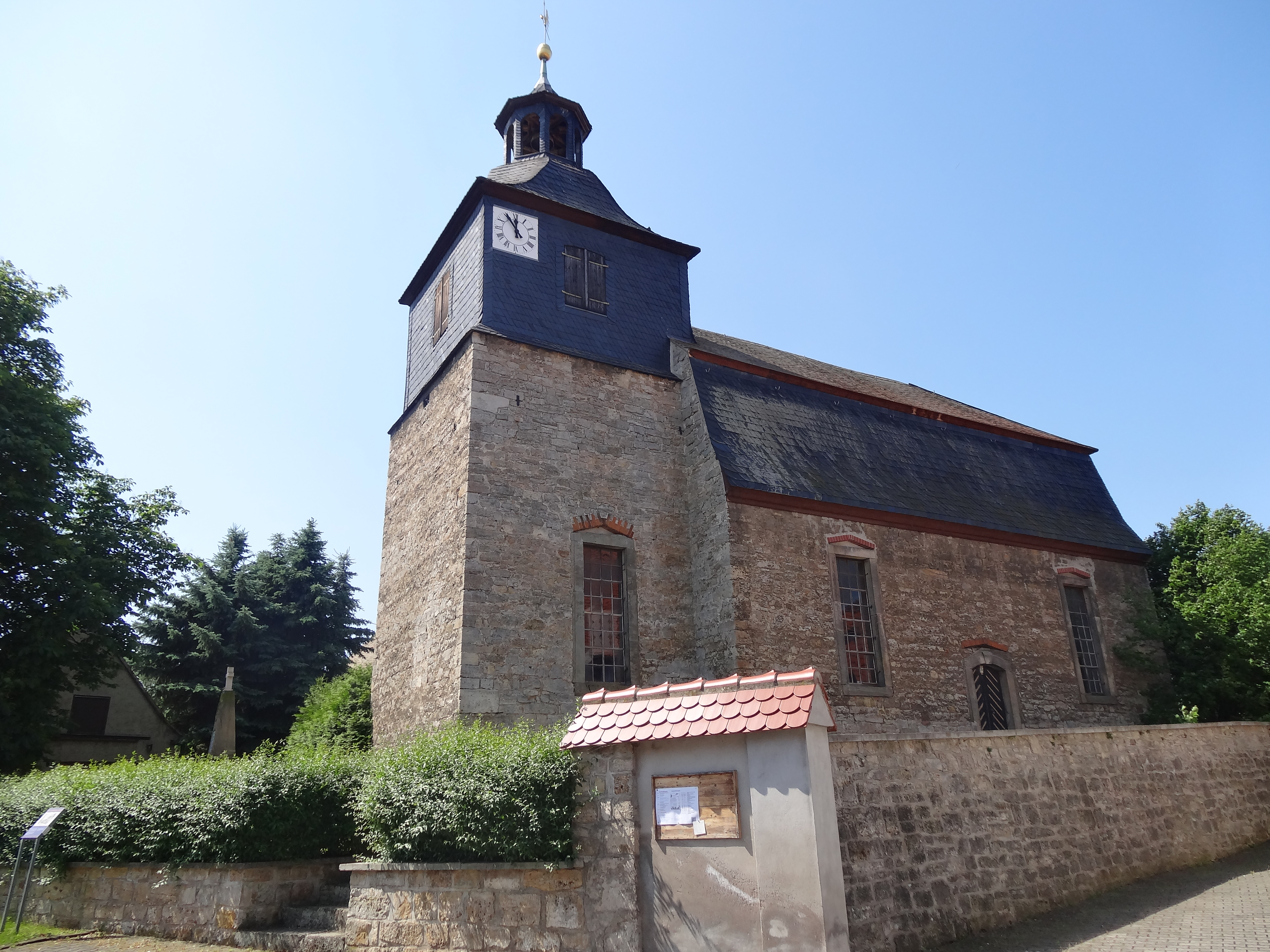
Die Kirche

Die evangelische Dorfkirche Hammerstedt steht in der Gemeinde Hammerstedt im Landkreis Weimarer Land in Thüringen.

## Geschichte
Die evangelische Filialkirche Hammerstedt ist eine massive und steinsichtige gebaute Chorturmkirche. Sie brannte 1785 aus und wurde 1787 mit einem Mansarddach neu aufgebaut. Der Kanzelaltar im rundbogigen Triumphbogen stammt aus dieser Zeit.
Auf der Taufschale aus dem Jahr 1715 ist in der Mitte die Verkündung Mariä dargestellt.
Das Dach der Kirche wurde in den 2000er Jahren saniert. Dazu wurden hohe Spenden aufgebracht. Als am 8. Oktober 2001 vom Dachdeckermeister A. Herbarth die goldene Turmkugel gelegt werden sollte, stürzte sie über Turm- und Kirchendach hinab auf den Boden, wobei das Dach zu Schaden kam.